# McLaren MP4/8
McLaren MP4/8 — гоночный автомобиль, разработанный Нилом Оутли и построенный командой McLaren для участия в Чемпионате мира по автогонкам в классе Формула-1 сезона 1993 года.

## История
На MP4/8 были введены передовые технологии, включая полуавтоматическую коробку передач, активную подвеску и систему Traction Control.
Honda поставляла двигатели McLaren с 1988 по 1992. И 4 года команда доминировала в Кубке Конструкторов. Однако, после сезона 1992 года Honda покинула чемпионат. Руководителю McLaren Рону Деннису не удалось добиться поставки двигателей Renault своей команде.
McLaren пришлось обходиться двигателем Ford HB 3,5 V8, мощность которого была гораздо меньше Renault, стоявшего у главного конкурента- Williams, и даже более новой спецификации Ford, стоявшей в том сезоне на Benetton. Поскольку у Benetton уже был существующий ранее контракт на поставку фабричного движка Ford, McLaren пришлось довольствоваться клиентской версией, которая испытывала существенные технологические недостатки по сравнению с фабричной. По ходу сезона McLaren, при помощи технологического партнёра TAG Electronics, удалось улучшить автомобиль.
Первоначально Айртон Сенна, будучи не уверенным в конкурентоспособности шасси и двигателя, потребовал у команды заключения контрактов от гонки к гонке. По 1 миллиону $ за Гран При. Некоторые отмечали, что это были лишь маркетинговой уловкой Рона Денниса, чтобы держать спонсоров в заинтересованности.
Однако, MP4/8 был достаточно конкурентоспособен, чтобы достигнуть небольшого количества замечательных успехов. Даже при том, что конкурент Ален Прост управлял превосходным Williams FW15C, навык Сенны позволил ему лидировать в чемпионате в течение первых этапов сезона. Позже француз возьмет инициативу в свою руки, полностью реализуя возможности своего шасси, в то время как Сенна сбавлял темп и к середине сезона опустился на 3-е место. Прост досрочно оформил титул за два этапа до конца и решил немного сбавить ход, Сенна непременно воспользовался этим и выиграл две заключительные гонки сезона. Бразилец в том году одержал 5 побед, включая одну из лучших его гонок в Донингтоне, и завершил чемпионат на втором месте. А McLaren остались вторыми после Williams.
По ходу сезона на этом болиде было заработано 84 очка, 73 из которых были на счету Сенны. Другими гонщиками MP4/8 были Майкл Андретти, чемпион серии CART, и Мика Хаккинен. В то время как Сенна боролся за титул, у Андретти было лишь несколько зачетных очков и один подиум. Столь слабый результат, особенно на фоне бразильца, по обоюдному согласию сторон контракт был расторгнут не дожидаясь окончания сезона. Уже на следующей гонке в португальском Эшториле за руль сел тест-пилот команды Мика Хаккинен. В первой же квалификации за McLaren финн умудрился опередить Сенну. В гонке Мика тоже выглядел очень хорошо, ведя борьбу с Жаном Алези из Ferrari за подиум. К сожалению, Хаккинен в одном из поворотов трассы забрал слишком широко, выехал на траву, и его MP4/8 бросило на противоположную сторону полотна в стену. Но уже в следующей гонке в Судзуке финн сполна смог реабилитироваться, заняв третью ступеньку подиума. В последней гонке сезона в Аделаиде Хаккинен не смог увидеть клетчатого флага из-за проблем с тормозами.
В конце сезона на MP4/8 испытывали мотор Lamborghini, но все же команда отдала предпочтение Peugeot, подписав контракт с французами на поставку двигателей в сезоне 1994 года.
Сезон 1993 года стал последним, проведенным в McLaren, Айртоном Сенной. Бразилец одержал на болиде MP4/8 свои последние победы и набрал последние очки в Формуле-1.

## Результаты в гонках
| Год  | Команда          | Двигатель                 | Шины | Пилоты   | ЮАР  | БРА  | ЕВР  | САН  | ИСП | МОН | КАН | ФРА | ВЕЛ  | ГЕР  | ВЕН  | БЕЛ | ИТА  | ПОР  | ЯПО | АВС  | Место | Очки |
| 1993 | Marlboro McLaren | Ford Cosworth HBE7 3,5 V8 | G    | Андретти | Сход | Сход | Сход | Сход | 5   | 8   | 14  | 6   | Сход | Сход | Сход | 8   | 3    |      |     |      | 2     | 84   |
| 1993 | Marlboro McLaren | Ford Cosworth HBE7 3,5 V8 | G    | Хаккинен |      |      |      |      |     |     |     |     |      |      |      |     |      | Сход | 3   | Сход | 2     | 84   |
| 1993 | Marlboro McLaren | Ford Cosworth HBE7 3,5 V8 | G    | Сенна    | 2    | 1    | 1    | Сход | 2   | 1   | 18  | 4   | 5    | 4    | Сход | 4   | Сход | Сход | 1   | 1    | 2     | 84   |

| Легенда к таблице |                                                                    |
| --- | ------------------------------------------------------------------ |
| В таблице перечислены результаты всех Гран-при Формулы-1, в которых использовался автомобиль. Строками таблицы являются сезоны, столбцами — этапы чемпионата мира. В каждой клетке указаны сокращённое название этапа и результат, дополнительно обозначенный цветом. Расшифровка обозначений и цветов представлена в нижеследующей таблице. |                                                                    |
| \| Пример \| Описание \| \| ------------ \| ------------------------------------------------------------------ \| \| 1 \| Победитель \| \| 2 \| Второе место \| \| 3 \| Третье место \| \| 5 \| Финишировал, заработав очки \| \| Сход \| Не финишировал, но при этом заработал очки \| \| 12 \| Финишировал, не получив очков \| \| НКЛ \| Финишировал, но не попал в финальную классификацию \| \| 15 \| Участвовал вне зачёта, либо по отдельной классификации \| \| 18 \| Не финишировал, но попал в финальную классификацию \| \| Сход \| Не финишировал \| \| НКВ \| Не прошёл квалификацию \| \| НПКВ \| Не прошёл предквалификацию \| \| ДСК \| Дисквалифицирован \| \| ИСК \| Исключён из протокола соревнований \| \| ТТ \| Заявлен для участия только в тренировках \| \| НС \| Участвовал в квалификации, но не стартовал в гонке \| \| Т \| Травмирован или болен \| \| ОТК \| Отказ от участия \| \| НТР \| Прибыл на соревнования, но на трассу не выезжал \| \| НПР \| Был заявлен в числе участников, но не прибыл к началу соревнований \| \| О \| Соревнования отменены \| \| \| Не участвовал \| \| Поул-позиция \| \| \| Быстрый круг \| \| |                                                                    |
| Пример | Описание                                                           |
| 1 | Победитель                                                         |
| 2 | Второе место                                                       |
| 3 | Третье место                                                       |
| 5 | Финишировал, заработав очки                                        |
| Сход | Не финишировал, но при этом заработал очки                         |
| 12 | Финишировал, не получив очков                                      |
| НКЛ | Финишировал, но не попал в финальную классификацию                 |
| 15 | Участвовал вне зачёта, либо по отдельной классификации             |
| 18 | Не финишировал, но попал в финальную классификацию                 |
| Сход | Не финишировал                                                     |
| НКВ | Не прошёл квалификацию                                             |
| НПКВ | Не прошёл предквалификацию                                         |
| ДСК | Дисквалифицирован                                                  |
| ИСК | Исключён из протокола соревнований                                 |
| ТТ | Заявлен для участия только в тренировках                           |
| НС | Участвовал в квалификации, но не стартовал в гонке                 |
| Т | Травмирован или болен                                              |
| ОТК | Отказ от участия                                                   |
| НТР | Прибыл на соревнования, но на трассу не выезжал                    |
| НПР | Был заявлен в числе участников, но не прибыл к началу соревнований |
| О | Соревнования отменены                                              |
| | Не участвовал                                                      |
| Поул-позиция |                                                                    |
| Быстрый круг |                                                                    |